# Tversted
 For alternative betydninger, se Tversted (flertydig). (Se også artikler, som begynder med Tversted)
Tversted er en lille by i det nordvestlige Vendsyssel ved Tannis Bugt. Den er beliggende i Hjørring Kommune og hører til Region Nordjylland. Byen har 523 indbyggere  (2024) og ligger i Tversted Sogn. Om sommeren stiger indbyggertallet, når tusinder af turister gæster en badeby, der af nogen kaldes "lille-Skagen". Vest og øst for byen ligger sommerhusområder, ligesom byen rummer campingpladser og badehotel.
Et særkende ved Tversted Strand er den beskyttede beliggenhed inderst i Tannis Bugt. Hovedgaden Tannisbugtvej fører direkte ud på den ret brede sandstrand. Ydermere gør læ fra de norske fjelde, at Tversted sammen med Skiveren og Skagen er blandt de områder i Jylland, der får mest sol.
Hvert år i uge 42 afholdes der "Jazzy Days", hvor repræsentanter fra både dansk og international moderne jazz gæster byen.
Tversted er i 2014 blevet Nulskrald-landsby. Både fastboende og turister arbejder for at lave så lidt affald som muligt.